# Heinrich Kremser

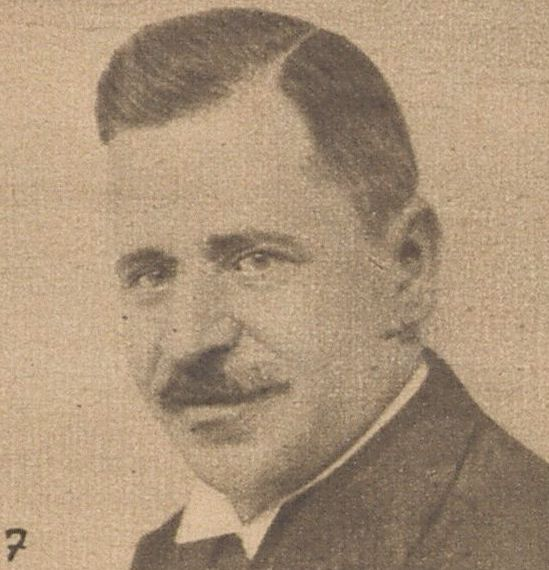
Heinrich Kremser

Heinrich Kremser (geboren 14. Juni 1878 in Ebersbach/Sa.; gestorben 5. April 1947 in Wien) war ein tschechoslowakischer Politiker der deutschen Minderheit. 

## Leben
Kremser war der Sohn eines Eisenbahnbediensteten. Nach dem Besuch der Volksschule in Böhmisch Leipa machte er eine Schriftsetzerlehre. Nach der Wanderschaft war er in mehreren Druckereien in Aussig, Böhmisch Leipa und Brüx beschäftigt. Ab 1906 arbeitete er in Teplitz-Schönau als Redakteur der Zeitschrift Freiheit, die von der Sozialdemokratischen Arbeiterpartei (SDAP) herausgegeben wurde. Im Ersten Weltkrieg war er Soldat im Leitmeritzer 9. Landsturm-Infanterieregiment. Nach 1918 leitete er die Druck- und Verlagsanstalt in Teplitz-Schönau und war zwei Jahre lang Sekretär der Deutschen Sozialdemokratischen Arbeiterpartei in der Tschechoslowakei (DSAP). Seit 1919 saß er im Gemeinderat und hatte andere kommunale Ämter inne. 
1929 wurde er für die DSAP in das Abgeordnetenhaus der Tschechoslowakei gewählt.